# Zračna luka Burgas
Zračna luka Burgas (IATA: BOJ, ICAO: LBBG; bugarski: Летище Бургас) je zračna luka koja opslužuje Burgas i druga je najveća zračna luka u Bugarskoj.
Zračna luka se nalazi 10 km sjeverno od centra Burgasa u predgrađu Sarafovo. Između grada i zračne luke nalazi se Atanasovsko jezero.  
Povijest zračne luke u Burgasu seže u 1937. godinu kada je francuska tvrtka CIDNA (sada dio Air France), izabrala područje Burgasa za gradnju zračne luke. Dana 29. lipnja 1947. godine, bugarska aviokompanija Balkan počela je domaće letove između Burgasa, Plovdiva i Sofije, koristeći zrakoplove Junkers Ju 52. U 1950-im i 1960-im zračna luka je proširena i modernizirana izgradnjom betonske piste. Godine 1970. zračna luka je postala međunarodna zračna luka s 45 odredišta.
Zračna luka se razvijala na temelju sve većeg turističkog prometa, pa je tako u lipnju 2006. godine, bugarska vlada dodijelila tvrtki Fraport AG Frankfurt Airport koncesiju na 35 godina za luke u Varni i Burgasu u zamjenu za ulaganja veća od 500 milijuna €.
Dana 18. srpnja 2012. godine u eksploziji bombe u putničkom autobusu koji je prevozio izraelske turiste ubijeno je sedam a ozlijeđene trideset i dvije osobe .

## Vanjske poveznice
- Službena stranica (engl.)